# Cajamarca
Cajamarca a perui Cajamarca megye székhelye.

## Földrajz
A város az ország északnyugati részén, az Andok hegyei között egy medencében épült fel a tenger szintje felett több mint 2600 méteres magasságban. Területe délnyugat felé folyamatosan emelkedik, szélső részei már a 3000 méteres magasságot is megközelítik. Repülőtere a lakott részektől északnyugatra fekszik.

## Története
A területen először körülbelül 3000 éve telepedtek le emberek, az ősi település fénykorát az időszámításunk szerinti 500. és 1000. évek között élte. 1450-ben, Pachacútec uralkodása idején az uralkodó testvére, Cápac Yupanqui hódította meg a területet, és az inka birodalomhoz csatolta. 1532-ben Francisco Pizarro itt, a mai Plaza de Armas tér helyén ejtette fogságba a spanyoloknak behódolni nem akaró, és a keresztény vallás felvételét visszautasító uralkodót, Atahualpát, akinek kiváltásáért az inkák felajánlották, hogy a helyiséget, ahol fogva tartják (a ma Cuarto de Rescatének nevezett házat), megtöltik arannyal, és még kétszer ennyi ezüstöt is adnak mellé, ennek ellenére kilenc hónappal az elfogás után halálra ítélték. Ettől kezdve a spanyolok vették át a hatalmat a város felett, amelynek megtartották ugyan régi utcaszerkezetét, de az akkori építményekből mára szinte semmi sem maradt.
A város 1855. február 11-én lett az azonos nevű megye, Cajamarca székhelye. 1986. szeptember 14-én az Amerikai Államok Szervezete Cajamarcát történelmi és kulturális örökséggé nyilvánította. A város történelmi központja 2002-ben felkerült a világörökségi javaslati listára.

## Turizmus, látnivalók
A városban több régi templom is található, például a Szent Katalin-székesegyház, a Szent Ferenc-(korábban Szent Antal-)templom, valamint a beléni és a La Recolecta-i műemlékegyüttes. A város szélén található a régen Rumi Tiana, ma Szent Apollónia néven nevezett természetes kilátópont, ahonnan rá lehet látni Cajamarcára és környékére. Az inka építészet egyetlen épségben fennmaradt épülete az úgynevezett Cuarto de Rescate nevű ház, amelyben a foglyul ejtett inka uralkodó, Atahualpa raboskodott. A várostól 6 km távolságban található az úgynevezett Inka-fürdő, amelynek 72 °C-nál is melegebb, magas ásványianyag-tartalmú gyógyvize van.

## Sport
A város legnagyobb labdarúgókulbja az 1964-ben alapított Club Universidad Técnica de Cajamarca, amely ma az első osztályú bajnokságban szerepel.